# Leidse kaas

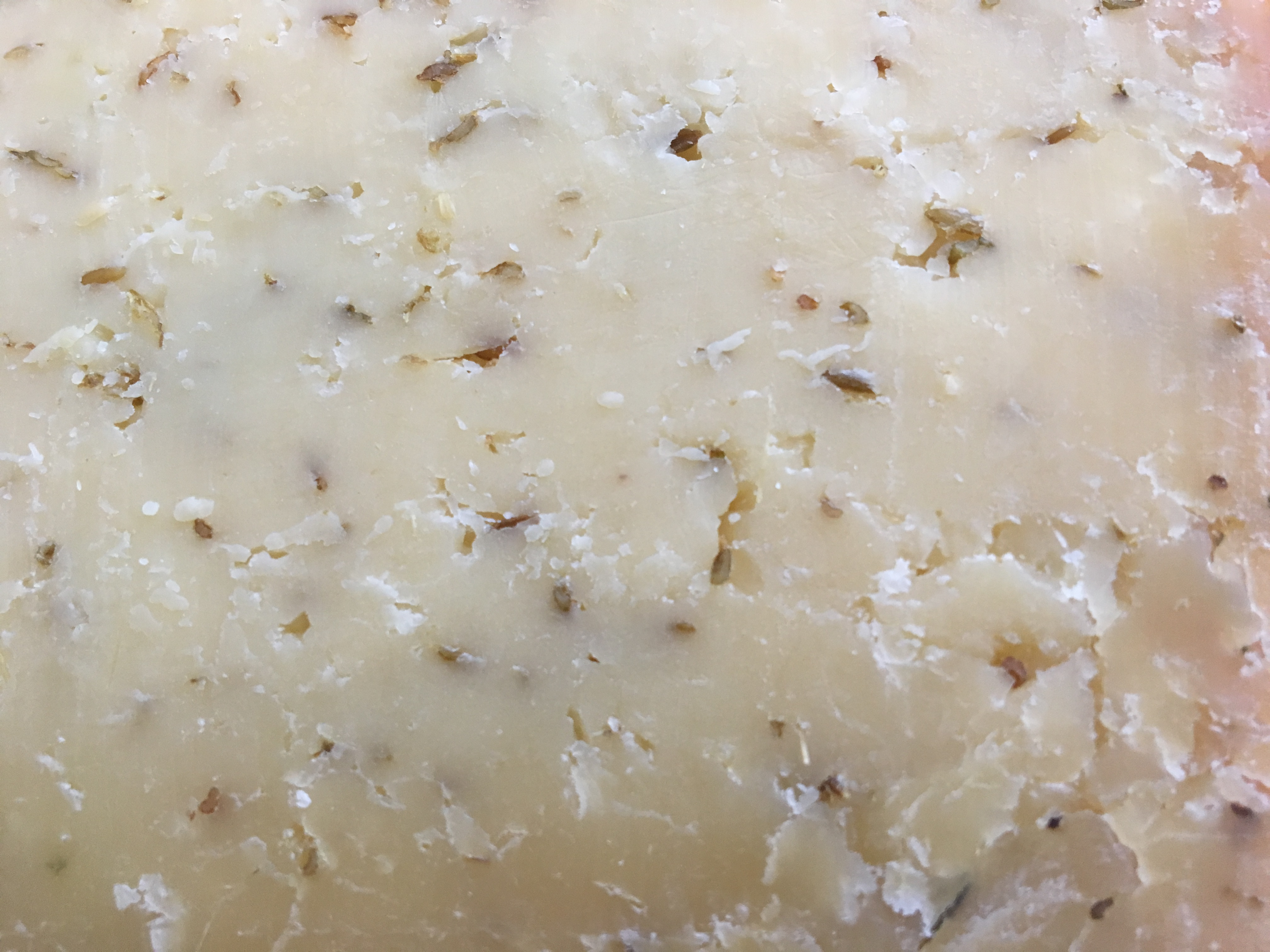
Detail van de kaas

Leidse kaas is een kaassoort met minder vet dan Goudse kaas en met toevoeging van komijnzaad aan de wrongel.
In het dagelijks spraakgebruik wordt de term Leidse kaas ook wel gebruikt voor Goudse kaas met komijn. Goudse kaas heeft echter altijd een vetgehalte in de droge stof van minimaal 48 procent (48+). Andersom wordt Leidse kaas ook wel komijnekaas genoemd, hoewel niet alle komijnekaas Leidse kaas is.
Leidse kaas heeft altijd een lager vetgehalte. Voor Leidse kaas is een apart rijkskaasmerk beschikbaar. Leidse kaas is te herkennen aan één rechte en een ronde schouder (kaas met twee ronde schouders is alleen toegestaan voor Goudse kaas).
Omdat Leidse kaas minder vet bevat, is de structuur steviger. Jonge Leidse kaas heeft een karakteristieke rode korst.
Leidse Boerenkaas is zoals alle boerenkaas sinds 2007 een gegarandeerde traditionele specialiteit, gemaakt met rauwe koemelk. De Boeren-Leidse met sleutels is een Leidse kaas met een beschermde oorsprongsbenaming. Die werd in 1997 verleend.
Tot slot is er ook Leidse kaas van gepasteuriseerde koemelk geproduceerd in kaasfabrieken.